# Восточный факультет Санкт-Петербургского государственного университета
Восто́чный факульте́т СПбГУ — факультет востоковедения, впервые созданный в 1855 году.

## История
По указу императора Николая I в составе Императорского Санкт-Петербургского университета 22 октября (3 ноября) 1854 года был образован Факультет восточных языков. Торжественное открытие факультета состоялось 27 августа (8 сентября) 1855 года.
В 1851—1854 гг. указы Николая I 'О прекращении преподавания восточных языков в Казанском императорском университете и о создании в Петербурге Азиатского института' (ноябрь, 1851 года) и 'О прекращении преподавания восточных языков в Казанском императорском университете' (октябрь, 1854 года) предопределили новую правительственную политику по созданию ведущего востоковедного центра в России во второй половине XIX — начале XX вв. В системе Министерства народного просвещения осталось только одно высшее учебное заведение, где изучались восточные языки.
Профессора разряда восточной словесности — А. К. Казем-Бек (с 1849 г.), С. И. Назарьянц (с 1849 г.) и П. Я. Петров (с 1852 г.) были переведены в Санкт-Петербургский университет, Лазаревский институт восточных языков и Московский университет.
В 1855 году в Казанском университете было прекращено преподавание восточных языков, профессора и преподаватели В. П. Васильев, И. Н. Березин, Н. Д. Сонин, М. Т. Навроцкий и студенты восточного отделения Казанского университета были переведены на факультет восточных языков Петербургского университета. В этом же году в Петербург были переданы основные восточные фонды учебной библиотеки и нумизматического кабинета Казанского университета.
Обучение студентов первоначально было организовано по пяти направлениям: арабско-персидско-турецко-татарский, монголо-калмыцко-татарский, армяно-грузино-татарский, китайско-маньчжурский, еврейско-арабский. В 1858 году появилось шестое направление— санскрито-персидский. В 1863 году была создана кафедра истории Востока.
В 1919 году он был расформирован, а востоковедные дисциплины стали изучаться в различных историко-филологических подразделениях университета.
В 1944 году факультет был воссоздан под названием Восточный факультет Ленинградского университета.
С 2001 года заслуженным учёным факультета присуждается звание «Почётный профессор СПбГУ». На данный момент его удостоены: акад. М. Н. Боголюбов (2001), д.фил.н. Е. А. Серебряков (2003), д.фил.н. О. Б. Фролова (2004), д.фил.н. Н. А. Спешнев (2005), д.фил.н. В. Б. Касевич (2013), д.фил.н. Р. А. Янсон (2016) и д.и.н. Н. Н. Дьяков (2020).

## Деканы

### Период Российской империи
- Александр Касимович Казембек — тюрколог, член-корреспондент Петербургской АН, декан в 1855—1859 и 1866—1870 годах.
- Антон Осипович Мухлинский — тюрколог, арабист, декан в 1859—1866 годах.
- Илья Николаевич Березин — тюрколог, иранист, монголист, декан в 1870—1873 годах.
- Василий Васильевич Григорьев — декан в 1874—1878 годах.
- Василий Павлович Васильев — синолог, буддолог, санскритолог, академик Петербургской АН, декан в 1878—1893 годах.
- Виктор Романович Розен — арабист, академик Петербургской АН, декан в 1893—1902 годах.
- Валентин Алексеевич Жуковский — иранист, член-корреспондент Петербургской АН, декан в 1902—1911 годах.
- Николай Яковлевич Марр — кавказовед, академик Петербургской АН и АН СССР, декан в 1911—1919 годах.

### Период СССР и Российской федерации
- Сергей Андреевич Козин — монголовед, академик АН СССР, декан в 1944—1946 годах.
- Виктор Морицевич Штейн — синолог, доктор экономических наук, декан в 1946—1949 годах[2].
- Геронтий Валентинович Ефимов — синолог, доктор исторических наук, декан в 1949—1952 годах[3].
- Александр Николаевич Болдырев — иранист, доктор филологических наук, профессор, декан в 1952—1953 годах.
- Андрей Николаевич Ко́нонов — лингвист-тюрколог, академик АН СССР, декан в 1953—1954 годах.
- Михаил Сергеевич Иванов — иранист, доктор исторических наук, профессор, декан в 1954—1955 годах[4].
- Иосиф Абгарович Орбели — иранист, тюрколог, академик АН СССР, декан в 1955—1960 годах.
- Михаил Николаевич Боголюбов — лингвист-иранист, академик АН СССР и РАН, декан в 1960—1995 годах.
- Иван Михайлович Стеблин-Каменский — лингвист-иранист, академик РАН, декан в 1995—2005 годах.
- Евгений Ильич Зеленев — арабист, доктор исторических наук, профессор, декан факультета в 2005—2012 годах.
- Рудольф Алексеевич Янсон — бирманист, доктор филологических наук, профессор, и. о. декана факультета с июля по октябрь 2012 года.
- Михаил Борисович Пиотровский — арабист, академик РАН, профессор, декан факультета с мая 2013 года.

## Выдающиеся учёные
- Василий Владимирович Бартольд — тюрколог, академик СПбАН, академик АН СССР, председатель Коллегии востоковедов (с 1921 г.), занимавшейся созданием письменности для неписьменных народов СССР и заменой арабской графики на кириллицу.
- Сергей Фёдорович Ольденбург — индолог, санскритолог, один из основателей русской индологической школы, академик Российской академии наук (1903) и Академии наук СССР, приват-доцент, профессор факультета восточных языков СПб университета 1889—1899), в 1930—1934 гг.—директор Института востоковедения АН СССР.

## Кафедры
На факультете имеется 17 кафедр:
- Арабская филология (заведующий д.фил.н. О. И. Редькин)
- Африканистика (заведующий д.фил.н. А. Ю. Желтов)
- Индийская филология (заведующая к.фил.н. С. О. Цветкова)
- Иранская филология (заведующий д.фил.н. М. С. Пелевин)
- История Древнего Востока (заведующий акад. М. Б. Пиотровский)
- История стран Ближнего Востока (заведующий д.и.н. Н. Н. Дьяков)
- История стран Дальнего Востока (заведующий д.и.н. В. Н. Колотов)
- Китайская филология (заведующий д.фил.н. А. Г. Сторожук)
- Корееведение (заведующий д.и.н. С. О. Курбанов)
- Монголоведение и тибетология (заведующий д.ист. н. В. Л. Успенский)
- Семитология и гебраистика (заведующий д.и.н. С. М. Якерсон)
- Теория и методика преподавания языков и культур Азии и Африки (заведующий д.фил.н. В. Б. Касевич)
- Теория общественного развития стран Азии и Африки (и. о. заведующего д.и.н. Н. А. Самойлов)
- Тюркская филология (заведующий к.фил.н. Н. Н. Телицин)
- Филология Юго-Восточной Азии и Кореи (заведующий к.фил.н. С. Ю. Дмитренко)
- Центральная Азия и Кавказ (заведующий д.и.н. Т. И. Султанов)
- Японоведение (заведующий д.и.н. А. В. Филиппов)[5]

Структурным подразделением факультета является Институт Конфуция.

## Языки, изучаемые на восточном факультете
Факультет готовит специалистов со знанием восточных языков, в том числе:
- авадхи
- авестийский
- азербайджанский
- аккадский
- амхарский
- арабский
- армянский
- африкаанс
- бамана
- бенгальский
- бирманский язык
- брадж
- вьетнамский
- грузинский
- дари
- древнееврейский
- древнеперсидский
- древнетюркские
- древнеуйгурский
- египетский
- иврит
- индонезийский
- казахский
- киргизский
- китайский
- коптский
- корейский
- кхмерский
- малайский
- мандинка
- манинка
- маньчжурский
- монгольский
- ойратский
- ория
- орхоно-енисейский
- османский
- пали
- персидский
- пракриты
- пушту
- санскрит
- среднеперсидский
- староосманский
- суахили
- тагальский
- таджикский
- тайский
- тамильский
- телугу
- тибетский
- турецкий
- угаритский
- узбекский
- урартский
- урду
- хауса
- хеттский
- хинди
- хурритский
- чагатайский
- шумерский
- эламский
- яванский
- якутский
- японский